# Saint-Plaisir
Saint-Plaisir és un municipi francès, situat al departament de l'Alier i a la regió d'Alvèrnia-Roine-Alps. L'any 2007 tenia 413 habitants.

## Demografia

### Població
El 2007 la població de fet de Saint-Plaisir era de 413 persones. Hi havia 174 famílies de les quals 56 eren unipersonals (36 homes vivint sols i 20 dones vivint soles), 59 parelles sense fills, 51 parelles amb fills i 8 famílies monoparentals amb fills.
La població ha evolucionat segons el següent gràfic:
Habitants censats

### Habitatges
El 2007 hi havia 280 habitatges, 180 eren l'habitatge principal de la família, 65 eren segones residències i 35 estaven desocupats. 273 eren cases i 4 eren apartaments. Dels 180 habitatges principals, 149 estaven ocupats pels seus propietaris, 25 estaven llogats i ocupats pels llogaters i 6 estaven cedits a títol gratuït; 2 tenien una cambra, 18 en tenien dues, 37 en tenien tres, 50 en tenien quatre i 73 en tenien cinc o més. 110 habitatges disposaven pel capbaix d'una plaça de pàrquing. A 97 habitatges hi havia un automòbil i a 64 n'hi havia dos o més.

### Piràmide de població
La piràmide de població per edats i sexe el 2009 era:
| Homes | Edats   | Dones |
| ----- | ------- | ----- |
| 0     | 95 o +  | 0     |
| 0     | 90 a 94 | 0     |
| 4     | 85 a 89 | 4     |
| 0     | 80 a 84 | 16    |
| 4     | 75 a 79 | 4     |
| 8     | 70 a 74 | 16    |
| 12    | 65 a 69 | 4     |
| 16    | 60 a 64 | 20    |
| 16    | 55 a 59 | 12    |
| 12    | 50 a 54 | 20    |
| 20    | 45 a 49 | 12    |
| 12    | 40 a 44 | 28    |
| 8     | 35 a 39 | 12    |
| 20    | 30 a 34 | 4     |
| 12    | 25 a 29 | 16    |
| 12    | 20 a 24 | 16    |
| 12    | 15 a 19 | 8     |
| 8     | 10 a 14 | 8     |
| 12    | 5 a 9   | 4     |
| 8     | 0 a 4   | 12    |

## Economia
El 2007 la població en edat de treballar era de 258 persones, 178 eren actives i 80 eren inactives. De les 178 persones actives 161 estaven ocupades (92 homes i 69 dones) i 17 estaven aturades (7 homes i 10 dones). De les 80 persones inactives 30 estaven jubilades, 12 estaven estudiant i 38 estaven classificades com a «altres inactius».

### Ingressos
El 2009 a Saint-Plaisir hi havia 175 unitats fiscals que integraven 399 persones, la mediana anual d'ingressos fiscals per persona era de 13.938 €.

### Activitats econòmiques
Dels 14 establiments que hi havia el 2007, 1 era d'una empresa de construcció, 3 d'empreses de comerç i reparació d'automòbils, 1 d'una empresa de transport, 1 d'una empresa d'hostatgeria i restauració, 3 d'empreses immobiliàries, 3 d'empreses de serveis i 2 d'empreses classificades com a «altres activitats de serveis».
Dels 3 establiments de servei als particulars que hi havia el 2009, 1 era un guixaire pintor i 2 agències immobiliàries.
L'any 2000 a Saint-Plaisir hi havia 40 explotacions agrícoles que ocupaven un total de 3.201 hectàrees.

## Equipaments sanitaris i escolars
El 2009 hi havia una escola elemental.

## Poblacions més properes
El següent diagrama mostra les poblacions més properes.